# Експериментална музика
Експерименталната музика е музикални произведения, които използват необичайни инструментални или нови композиционни принципи, техники и стилове. Смята се, че експерименталната музика в бъдещето е противоречива и несигурна.

## Основни характеристики
Терминът „експериментална музика“ често се използва за характеризиране на радикални композитори и тяхното творчество. Няма ясно разграничение между областите на музиката, описани с тези термини, които представляват най-новото на съвременната музикална мисъл и практика.
Данъкът е общ етикет за всяка музика или музикален жанр, който разширява съществуващите граници и жанрови дефиниции. Експерименталната композиционна практика е широко дефинирана от изследователска чувствителност, която радикално се противопоставя и поставя под въпрос институционализираните композиционни, изпълнителски и естетически конвенции в музиката.